# Meditație

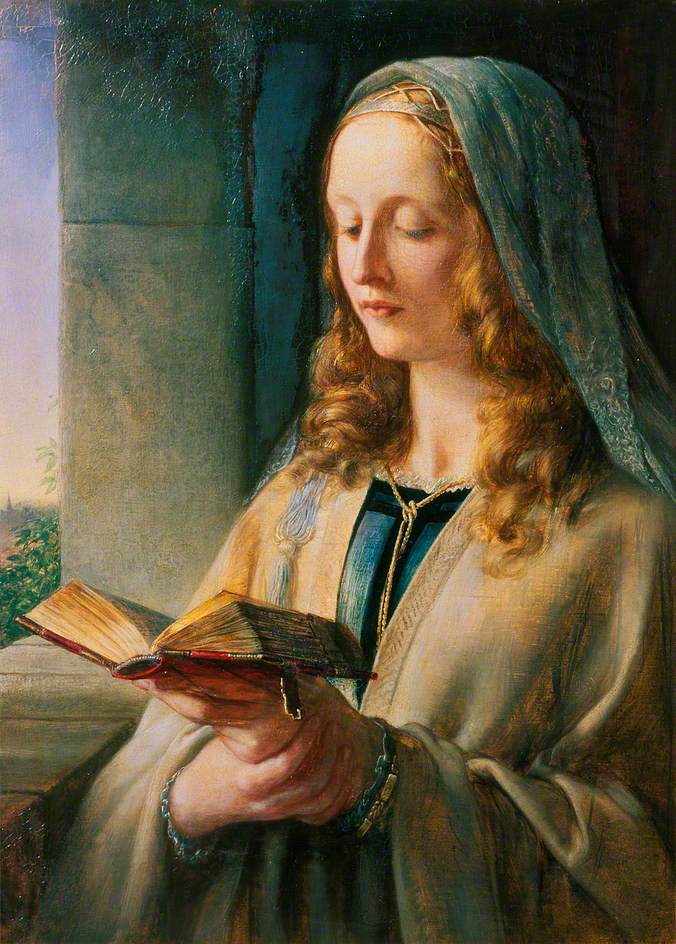
Charles West Cope - Meditație

Meditația este un fenomen mental biofizic care descrie o stare de atenție asupra unui gând, asupra conștientului, subconștientului sau inconștientului. De obicei implică atenția spre gândirea însăși, dar fără a te lăsa dus de gânduri.

## Accepțiunea orientală
Meditația este adesea formal considerată ca fiind o componentă a religiilor estice, despre care există dovezi că ar fi fost practicată timp de peste 5.000 de ani. În accepțiunea orientală a termenului, în special în filosofia Zen, ca ramură a Taoismului, termenul de meditație desemnează o stare a mentalului în care acesta este golit de absolut orice conținut, așa numita minte liniștită sau tăcută. Această stare a minții presupune echilibrarea conștientă a planului conștient al minții, creând, astfel condiția necesară accesării subconștientului și înțelegerii adânci, profunde a rădăcinilor gândurilor cu care operează mintea conștientă. Acest demers este fundamental atunci când cineva își pune problema cunoașterii de sine.

## Accepțiunea occidentală
Meditația în Occident este legată de meditația religioasă, care se realizează în principal prin citirea Noul Testament și a altor pasaje din Biblie, ca parte a liturghie și meditație personală; meditația este realizată și cu ajutorul unor devotări specifice, incluzând în special Sfântul Rozariu, care are o mare componentă meditativă.
În Scrisoare apostolică a suveranului pontif Ioan Paul al II "Rosarium Virginis Mariae"citește:"Rozariul, de fapt, deși este caracterizat de aspectul său marian, este o rugăciune profund cristologică. În sobrietatea elementelor sale, concentrează în sine profunzimea întregului mesaj evanghelic, constituind un fel de compendiu al acestuia (2). În el răsună rugăciunea Mariei, veșnicul ei Magnificat pentru opera Întrupării mântuitoare începută în sânul ei feciorelnic. Prin el, poporul creștin învață la școala Mariei, pentru a se lăsa inițiat în contemplarea frumuseții chipului lui Cristos și în experimentarea profunzimii iubirii sale. Prin Rozariu creștinul dobândește belșug de haruri, ca și cum le-ar primi din înseși mâinile Maicii Mântuitorului"

## Opinia oamenilor de știință despre meditație
Meditația și improvizația muzicală pot fi asociate cu un nivel scăzut al activității cerebrale, acest fapt având potențialul de a favoriza relaxarea și creativitatea, conform estimării cercetătorului Julio Perez, de la Universitatea din Sao Paolo, din Brazilia.

## Mantra
Mantra in meditatie este o inductie asupra corpului uman ce se foloseste de vibratii sonore pentru a crea o alterare a campului magnetic al individului. Totul in mantra este doar o succesiune de cuvinte. Acestea pur si simplu creeaza o gandire care permite rezolvarea oricarei probleme pe care persoana le are. Daca de exemplu o persoana are o gandire descentralizata persoana va fi ajutata de mantra sa isi atinga scopurile. Intru-totul mantra simbolizeaza aducerea la realitate a unor fenomene din interiorul mintii care vor deveni viabile atunci cand se reflecta asupra persoanei in sine.

## Meditația naturală
Meditația naturală nu are de-a face cu nici un obiect, gând sau stare, ci se rezumă la simpla observare a tot ceea ce există interior și exterior, se referă la cunoaștere, cu alte cuvinte este forma de a simți natural viața. Această meditație este prezentă la toate tipologiile de oameni, ea începe prin observarea simplă a respirației. Respiri deci exiști, iar dacă poți să fii conștient de acest fenomen exiști tot timpul vieții tale și astfel se scapă încet de prostie, ignoranță, aroganță, agresivitate, dispreț (și alte lucruri care te fac să suferi) și nu rămâne decât pace, armonie, iubire, ințelegere, acceptarea realității care este uneori dură și astfel mergi inainte echilibrat, fără a te mai atinge factorii stresanți.
Cu alte cuvinte, stresul distructiv îl transformi în bunătate rațională.  Aceasta este meditația în adevăratul sens al cuvântului, legătura ta cu Adevărul, cu Natura (pentru că suntem parte componentă a acesteia, fie că vrem sau nu, există un circuit alimentar, al aerului, al căldurii, al apei, fiind în permanență în legătură cu mediul ambiant), nu uita de Cel care ți-a dat Viață, pentru că ești format după chipul și asemănarea Sa. Pentru cei care vor să meargă în profunzimile conștientului, subconștientului și inconștientului, trebuie să ajungă să stăpânească bine observarea respirației, pentru că astfel biofizic, biochimic și mental curăță mizeriile pe care le-a acumulat de-a lungul trecerii timpului, și totodată defecțiunile preluate de la generațiile trecute.